# Младите филаделфийци
„Младите филаделфийци“ (на английски: The Young Philadelphians) е американски драматичен филм от 1959 година с участието на Пол Нюман и Робърт Вон, адаптация на романа „Филаделфийците“ на Ричард П. Пауъл от 1956 година.

## Сюжет
Младоженката Кейт Джъдсън Лоурънс (Даян Брюстър) е разстроена след като разбира в първата си брачна нощ, че не е в състояние да консумира по неизяснени причини, брака си със своя съпруг Уилям Лоурънс III (Адам Уест), човек от висшето общество на Филаделфия. След като той я изоставя още същата нощ, тя търси утеха в обятията на дългогодишния си приятел от работническата класа Майк Фланаган (Брайън Кит). На следващия ден Кейт разбира, че Уилям е загинал в автомобилна катастрофа. След девет месеца тя ражда син, Антъни Джъдсън „Тони“ Лоурънс, когото обрича на бедност.
Минават години. Тони (Пол Нюман) се превръща в умен и амбициозен студент, който работи като строителен работник за да се издържа, с мечтата един ден да стане адвокат. Веднъж той среща Джоан Дикинсън (Барбара Ръш), жена от хайлайфа, когато тя има малък проблем с автомобила си. Скоро те се влюбват един в друг, въпреки че всички очакват от Джоан като жена от висшето общество, да се омъжи за милионера Картър Хенри (Антъни Ейсли). Техният общ приятел Честър „Чет“ Гуин (Робърт Вон) предупреждава Джоан да не позволява социалния натиск да я раздели с този, когото обича, защото той вече е допускал тази грешка.
Тони моли Джоан да избяга с него, предлагайки и брак. Въпреки това, бащата на Джоан, Гилбърт Дикинсън (Джон Уилямс) успява да убеди Тони да отложи сватбата, предлагайки му безценна помощ в кариерата и работа в уважавана адвокатска кантора, в която той ще е пълноправен партньор. Вярвайки, че Тони е позволил да бъде купен, разочарованата Джоан заминава за Европа. Картър заминава след нея и тя се омъжва за него. Отчаян и ядосан, Тони осъзнава, че бащата на Джоан е целял да я омъжи за мъж от друго богато семейство и му е предложил помощта си с цел да ги раздели. Тони се отдава на работа по пътя си към изкачването на социалната стълбица и обучение в играта на богатите.
Бившият състудент на Тони, Луис Донети (Пол Пикърни) споделя с него, че му се предлага прекрасната възможност да асистира на Джон Маршал Уортън (Ото Крюгер) в написването на книга, посветена на закона. Тони се запознава с много по-младата съпруга на Уортън, Керъл (Алексис Смит) и открадва работата на своя състудент. Живеейки и работейки в имението на Уортън, Тони успява да впечатли своя работодател с опита си. Керъл започва да се привързва към Тони. Една нощ тя отива в стаята му, но Тони хитро се справя с опасната ситуация, молейки Керъл да се разведе със съпруга си и да се омъжи за него, убеден, че тя не желае да започне живота си наново.
Уортън предлага на Тони работа в неговата престижна фирма. Тони приема, решавайки да се специализира в сравнително новата за него област на данъчното право, където има повече възможности за бърз напредък. Кариерата му е прекъсната от избухването на Корейската война, където Тони служи като офицер в „Корпуса на съдиите и адвокатите“, завръщайки се жив и здрав. Други нямат този късмет. Чет губи едната си ръка в битка, а Картър Хенри е убит.
Късметът се усмихва на Тони след завръщането му у дома. Налагайки му се да работи по коледните празници, той е нает от много богатата госпожа Джей Артър Алън (Били Бърк), която се нуждае от финансова консултация. С помощта на своя опит и знания, той и показва как да избегне плащането на голяма част от данъците. Впечатлената и благодарна госпожа Алън назначава Тони за свой финансов съветник на мястото на дългогодишния си адвокат Гилбърт Дикинсън. Тони започва опити да оправи отношенията си с Джоан. Успехите преследват Тони и той става добре познат и уважаван от елита на Филаделфия.
Една нощ Чет се забърква в неприятности. Тони отива в полицейското управление, за да вземе раздърпания си и пиян приятел. Точно преди да си тръгнат се появява Донети, който вече е прокурор и Чет е арестуван и обвинен в убийството на Мортън Стиърнъс (Робърт Дъглас), негов чичо и стиснат пазител на наследството му. Чет настоява Тони да го защитава, опасявайки се, че роднините му и особено фамилния патриарх, доктор Шипън Стиърнъс (Франк Конрой) са по-заинтересовани да се избегне публичен скандал, отколкото да се докаже неговата невинност. Въпреки че няма опит в наказателното право, Тони неохотно се съгласява. Ситуацията се усложнява когато Шипън заплашва да разкрие, че истинския баща на Тони всъщност е Майк Фланаган, ако той навреди по някакъв начин на фамилия Стиърнъс. Когато Джоан предлага на Чет да му наеме по-опитен адвокат, Тони осъзнава, че тя все още не му вярва и смята, че той се е продал отново.
В съда, Тони дискредитира показанията на иконома на Мортън, Джордж Арчибалд (Джон Дийкън) и получава признание от Шипън, че Мортън е имал тумор в мозъка и е бил психически депресиран, и е възможно да се е самоубил. Съдебният състав постановява, че Чет е невинен. След края на делото Тони и Джоан се помиряват.

## В ролите
- Пол Нюман като Антъни „Тони“ Джъдсън Лоурънс
- Барбара Ръш като Джоан Дикинсън
- Алексис Смит като Керъл Уортън
- Брайън Кит като Майк Фланаган
- Даян Брюстър като Кейт Джъдсън Лоурънс
- Били Бърк като госпожа Джей Артър Алън
- Джон Уилямс като Гилбърт Дикинсън
- Робърт Вон като Честър „Чет“ Гуин
- Ото Крюгер като Джон Маршал Уортън
- Пол Пикърни като Луис Донети
- Робърт Дъглас като Мортън Стиърнъс
- Франк Конрой като доктор Шипън Стиърнъс
- Адам Уест като Уилям Лоурънс III
- Антъни Ейсли като Картър Хенри
- Джон Дийкън като Джордж Арчибалд

## Номинации
- Номинация за Оскар за най-добра второстепенна мъжка роля на Робърт Вон от 1960 година.
- Номинация за Оскар за най-добър оператор на черно-бял филм на Хари Страдлинг от 1960 година.
- Номинация за Оскар за най-добри костюми в черно-бял филм на Хауърд Шоуп от 1960 година.
- Номинация за Златен глобус за най-добра второстепенна мъжка роля на Робърт Вон от 1960 година.
- Номинация за Златен Лоуръл от наградите Лоуръл за най-добра второстепенна мъжка роля на Робърт Вон от 1960 година.[1]